# 諾福克島建立日
諾福克島建立日（英語：Foundation Day）是諾福克島的年度公眾假期，紀念第一批英國人在1788年3月6日來到島上生活。

## 背景
因為美國獨立之後拒絕再收容英國的罪犯，所以英國需要尋找新的殖民地流放罪犯，英國當時就指派了皇家海軍上尉亞瑟．菲臘 (Arthur Phillip) 帶領由11艘船隻組成的第一艦隊去新南威爾士建立新的殖民地。
當第一艦隊抵達新南威爾士之後，上尉菲利普便指示中尉菲利普．吉德利．金 (Philip Gidley King) 帶同一小隊人將諾福克島變成殖民地，之後他們就在1788年3月6日到達沒人的諾福克島。 

## 慶祝活動
每年的建立日，當地居民都會齊集在金斯敦的海灘，重演當年英國人登陸的情況。他們會穿上古裝服飾扮演英國水手們和撐船。 